# Cercomacra carbonaria
El hormiguero del Branco (Cercomacra carbonaria), también denominado hormiguerito del río Branco, es una especie de ave paseriforme de la familia Thamnophilidae perteneciente al género Cercomacra. Es nativo de una pequeña región en el extremo norte de Brasil y sur de Guyana.

## Distribución y hábitat
Su zona de distribución se limita a la sección media del río Branco y algunos de sus afluentes en Roraima, extremo norte de Brasil, y adyacente Guyana. La zona va desde Caracaraí en el sur, a lo largo del río Branco y río Tacutu hasta el río Ireng en Guyana, a menos de 2 km desde su confluencia con el Tacutu. Ha sido encontrado en el río Mucajaí, y también a lo largo de los ríos Parime y Uraricoera. Dado el aumento reciente de registros en una área geográfica más amplia, se aumentó el hábitat disponible para 723 km².
Sus hábitats naturales son los densos enmarañados en tierra firme a lo largo de la ribera, o en la isla São José, el interior de la selva densa, con árboles de 20 -30 m de altura. También ha sido encontrado en crecimientos secundarios densos, como plantaciones de mandioca con árboles dispersos de 20 -30 m. El diámetro de su territorio es de 100 a 150 m y la temporada reproductiva probablemente ocurre en la estación húmeda.

## Estado de conservación
El hormiguero del Branco, cuyo rango ya es pequeño, así como su población total, preliminarmente estimada en 15.000 individuos, ha sido elevado a la categoría de «críticamente amenazado de extinción» por la Unión Internacional para la Conservación de la Naturaleza (IUCN), debido a que siguiendo un modelo de la futura deforestación de la cuenca amazónica, la predicción es que la población va a disminuir de forma extremadamente rápida en las tres próximas generaciones, a medida que tierras son limpias para ganadería y plantaciones de soja, facilitado por la expansión de la red de carreteras.

### Acciones de conservación
A pesar de que su rango ha sido claramente definido, no se han tomado acciones concretas para su conservación.

## Sistemática

### Descripción original
La especie C. carbonaria fue descrita por primera vez por los zoólogos británicos Philip Lutley Sclater y Osbert Salvin en 1873 bajo el mismo nombre científico; localidad tipo «Río Branco, Roraima, Brasil».

### Etimología
El nombre genérico femenino «Cercomacra» deriva del griego «kerkos»: cola y «makros»: larga, significando «de cola larga»; y el nombre de la especie «carbonaria», proviene del latín «carbonarius»: quemador de carbón, significando «ennegrecido como carbón».

### Taxonomía
En base al plumaje, a las vocalizaciones y a la ecología, se sugiere que forma parte de un clado con Cercomacra nigricans, C. ferdinandi y C. melanaria, el llamado «grupo C. nigricans», y esto está bien respaldado por amplios estudios genético-moleculares recientes. Es monotípica.